# Shunsuke Motegi
Shunsuke Motegi (født 2. oktober 1996) er en japansk fodboldspiller, som spiller for den japanske fodboldklub Mito HollyHock.